# いろはの"い" (曲)
「いろはの"い"」（英語: BUDDY）は、日本のロックバンド・ゴダイゴの日本版2作目のシングル。

## 概要
- 前作「僕のサラダガール」から6か月ぶりにして、アルバム『「いろはの"い"」オリジナル・サウンドトラック』からの先行シングル。
- 今作にはタケカワユキヒデが参加していない。
- 収録曲はテレビドラマ『いろはの"い"』の劇伴に起用されたインストゥルメンタルとなっている。

## 収録曲
1. いろはの"い" [3:13]
作曲・編曲：ミッキー吉野
2. 警察のテーマ（都会の叫び） [2:50]
作曲：トニー・ハッチ
編曲：ミッキー吉野

## 参加ミュージシャン
ゴダイゴ
- ミッキー吉野：Keyboards
- スティーヴ・フォックス：Electric Bass
- 浅野孝已：Guitars
- 浅野良治：Drums

## タイアップ
- 日本テレビ系列火曜ドラマ『いろはの"い"』劇伴 (#1,2)

## 収録アルバム
- 「いろはの"い"」オリジナル・サウンドトラック (#1,2)